# Атняш
Атня́ш (рос. Атняш, башк. Әтнәш) — село (у минулому селище) у складі Караідельського району Башкортостану, Росія. Входить до складу Новобердяської сільської ради.
Населення — 584 особи (2010; 666 у 2002).
Національний склад:
- башкири — 44 %
- татари — 33 %